# Евтелииновые
Евтелииновые (лат. Euteliidae) — семейство чешуекрылых из надсемейства Noctuoidea. До 2011 года считалось подсемейством Euteliinae семейства совок.

## Описание
Конец брюшка самца с двумя латеральными пучками волосков, у самки уздечка сцепочного аппарата крыльев образована двумя щетинками: длинной крепкой и короткой слабой. Рисунок передних и задних крыльев модифицирован, образован тонкими волнистыми линиями.

## Классификация
Роды семейства:
- Adoraria - Adrana - Alotsa - Anigraea - Anigraeopsis - Anuga - Aplotelia - Atacira - Bombotelia - Caedesa - Chlumetia - Colpocheilopteryx - Cryassa - Eleale - Erysthia - Eutelia - Euteliella - Ingura - Kobestelia - Marasmalus - Marathyssa - Mimanuga - Nachaba - Noctasota - Orthoclostera - Pacidara - Paectes - Parelia - Pataeta - Penicillaria - Phalga - Phlegetonia - Phumana - Piada - Ripogenus - Schazama - Silacida - Spersara - Targalla - Targallodes - Thyriodes - Tibiocillaria - Zobia